# 从前有座灵剑山
《从前有座灵剑山》是在腾讯旗下创世中文网连载的网络仙侠小说，作者为国王陛下。于2013年6月29日上传，2013年8月19日上架。
2014年8月，根据小说改编的漫画在腾讯动漫上连载，2015年11月20日宣佈由腾讯动漫与日本Studio Deen合作制作动画，動畫將以漫畫為藍本。同時，腾讯影业公布將和阅文集团合作改编影视化；
第1期放送完毕后宣布第2期制作决定。
2019年改編為同名網路劇，由許凱、張榕容等人主演。

## 故事簡介
为了寻找随着彗星而来，被命运选中的孩子，有着悠久历史的「灵剑派」决定重新开启门生入门考试。天赐恩泽的男主角王陆拥有被称为千年难遇的「空灵根」，他朝着「灵剑派」的入门考试发起了挑战，开始了他独树一格的修仙之道。当王陆以灵剑派修仙为目标展开修行已经过了两年的时光，同他一起进山的弟子被要求进行“降临下界与俗世接触”的试炼，并前往自己出生的故乡，创造智教的故事。

## 登場角色

### 主角
王陸
聲：代永翼（日語）；slayerboom（普通話）
主角。原名王土地。具备天下一品IQ资质的稀世天才。身上怀有九州史上最强的灵根——空灵根。王舞的真传弟子。實際身份為當年靈劍派黃金一代的大師兄歐陽商的轉世，與王舞有着斬不斷的情緣。最終為了擊退墮仙不惜犧牲億萬生靈擺出九州燃血大陣，以自身為中心化作九州地靈成為九州的守護神。修練無相功、混沌破天神劍。

### 女主角
王舞
聲：山口由里子（日語）；四刀輝彰（普通話）
王陆的师父。灵剑派第五长老。金丹境界的修为天下无敌故被稱作九州第一金丹（馭獸宗的人推測當初給予王舞這稱號的人認為王舞縱然只是金丹修為也是第一）。与王陆一起时特别毒舌。百年前本是文靜少女，但聽從歐陽商死前的要求（要她活得快樂）而性格大變，而知曉王陸是她朝思暮想的大師兄時相當欣喜，但王陸表示不想讓其身份曝光，兩人的表現仍像平常一樣相互打嘴仗。修練自創無相功，因修練外道故實際實力比元嬰、化神還強（僅單金丹的情況下），最終與仙王一戰拿出三千金丹硬扛其全力一擊而不敗，甚至還有餘力。
玲（小说版为风铃）
聲：中村繪里子（日語）；c小調（普通話）
灵剑山下灵溪镇如家客栈的老板娘。因当年事故，与仙道无缘，但武学修为极高。本體為九尾天狐。
琉璃仙
聲：畑中萬里江（日語）；阎么么（普通話）
灵剑派四长老的真传弟子。剑心通明体质，心思单纯，是个吃货。因王陸對其滿是寵溺（王陸當她是妹妹）而對其懷有情愫滿是順從。
阿娅
聲：莊司宇芽香（日語）/涩尕猫（普通話）
西夷骑士王，“阿尔托莉雅”，缥缈峰厨师。來九州是為尋求戰無不勝之法，以恢复真身。去西夷尋找群仙墓的鑰匙時王陸向其發誓自身便是戰無不勝（與地仙之間的比試只要阿婭在場王陸確實從未敗過）而要求與之陪同。對王陸懷有情愫。

### 靈劍派

#### 天劍堂（長老會）
霄雲真人
掌門（风吟）
聲：松田健一郎（日語）；圖特哈蒙（普通話）
灵剑派掌门。化神境界。掌管星辰峰。因为修炼星辰大衍术而重度近视（為了自家徒兒朱詩瑤而修練這方面的法術）。灵根为天灵根中的星辰灵根。
劉顯
聲：野中秀哲（日語）；大象（普通話）
方鶴
聲：喜山茂雄（日語）；郭盛（普通話）
周明
聲：遠近孝一 （日語）；张震（普通話）
王舞
陸離
聲：高橋英則（日語）；瞳音（普通話）
傲觀海
聲：岩崎征實（日語）；Babike（普通話）
靈劍派第七長老。
華芸
声：のぐちゆり（日語）；霙念汝（普通話）
靈劍派第九長老。逍遙峰之主。

#### 真傳弟子
朱詩遙
王陸
琉璃仙

#### 内門弟子
王忠
聲：小林大紀（日語）；叮当（普通話）
貌似女性的少年。王陆的家仆随从，一直仰慕王陆的才能。因天生反骨，先背弃王陆，后背弃朱秦未遂。後期因王陸成了九州第一人而有了懊悔的心。
聞寶
聲：林大地（日語）；李璐（普通話）
滄瀾国师之子，性格懦弱，但拥有很强的爆发力。灵根为土相地灵根。
朱秦
聲：伊東健人（日語）；王晨光（普通話）
蒼溪州大明國皇太子。
岳雲
聲：深町寿成（日語）；宝木中阳（普通話）
霍穎
聲：米澤圓（日語）；小连杀（普通話）

#### 外門弟子
岳馨瑤
聲：佐藤美由希（日語）；程愿（普通話）
与王陆同期的外门女弟子。
文茵
聲：江口菜子（日語）；张冰冰（普通話）
与王陆同期的外门女弟子。
孫
聲：濱添伸也（日語）；曹云图（普通話）
呂
聲：川島慶嗣 （日語）；李铫（普通話）
袁
聲：田中健大（日語）；皇贞季（普通話）

### 万法仙門
海雲帆
聲：西田雅一（日語）；天懸星河（普通話）
九州数一数二的强国——云泰帝国二皇子。王陆的好友。入门万法仙门，与王陆共同修行。灵根为三品的柔风弱水灵根。

### 盛京仙門
志峰真人
聲：川田紳司（日語）；陈喆（普通話）
元嬰四品。
孔嶂道人
聲：樫井笙人（日語）；皇贞季（普通話）

### 蒼溪州王家村
王富貴
聲：田中完（日語）；宝木中阳（普通話）
王陸之父。
王隋氏
聲：小林未沙（日語）；小连杀（普通話）
王陸之母。
村長
聲：糸博（日語）；高枫（普通話）

### 七星門
周先生
聲：坪井智浩 / 元气纣（普通話）
七星門修士。
何均（中國版為「何昀」）
聲：大林隆介 / 图特哈蒙（普通話）
七星門六星長老。
霧飛花
聲：柚木涼香 / 小连杀（普通話）
七星門四星修士。
謝持
聲：宇垣秀成（少年期：米内佑希） / 李铫（普通話）
七星門長老。
小虎
聲：德石勝大（少年期：大井麻利衣）/ 刘明月（普通話）
葉初塵
聲：玄田哲章 / 万力（普通話）
七星門掌門。

### 其他
梁秋
聲：佐藤美由希 / 叶知秋（普通話）
王陸所持坤山劍的劍靈。
謝公子
聲：内匠靖明 / 笑谈（普通話）
雲公子
聲：Arthur Conant Lounsbery / 皇贞季（普通話）
李公子
聲：後呂直樹 / 夏侯落枫（普通話）
李娜娜
聲：甲斐田裕子 /  杨希（普通話）
小芳
黃婆婆
熊
聲：落合福嗣 / 可爱小狼（普通話）
仙秦始皇帝、德勝太祖
過去擁有空靈根人物。
蓬萊先祖、妙璽真人
末法時代死亡之人。
赤音真人
因靈氣枯竭導致精神錯亂。

## 用語设定
九州大陆
故事的主要舞台。由九大州组成的大陆。仙道昌盛。
- 苍溪州：灵剑派所在的大州。
- 东篱州：万法之门所在的大州。
- 中州：盛京仙门所在的大州。
- 云州
- 天南州：御兽宗所在的大州。
- 百黎州
- 岭南州
- 幽州
- 汉州

西夷大陆
处于九州大陆西方的大陆，当地民为金发碧眼的西夷人。修行者多为魔法师、神官。
魔界
魔族居住的世界。
仙界
九州大陆所有修士梦寐以求的圣地。九州修士在修炼到达凡间巅峰的境界后，即可渡劫飞升到仙界。仙界里的每位仙人都拥有极强大的实力。
墮仙
降临人间的堕落仙人，任其一位下凡都会使九州大陆生灵涂炭。
灵剑派
九州五大顶尖门派之一，位列万仙盟五绝。明面上实力为五绝中最弱。以掌门为首的天剑堂十长老是灵剑派最高战力。
灵剑山
灵剑派本部所在。共有十二座山峰。
- 星辰峰：峰主为掌门風吟。
- 灵池峰：仅次于星辰峰的门派机要所在。该峰并没有地脉灵气凝聚，并非修炼的洞天福地。但该峰的天策堂却是门派长老和资深弟子处理门派事务的地方。
- 缥缈峰：内门弟子生活及门派授课的地方。峰主为二长老劉顯。
- 通明峰：峰主为四长老周明。
- 无相峰：峰主为五长老王舞。
- 青云峰：区域最广，占灵剑派总面积过半。门派种植灵草灵药，豢养仙禽灵兽之地。峰主为七长老傲觀海。
- 逍遥峰：外门弟子生活的地方。峰主为九长老華蕓。
- 藏剑峰：十长老張勝隐居之地。
- 四象峰：灵剑山十二峰的交通枢纽，拥有通向各峰的缩地阵，四象峰中的灵剑堂是接待外宾之地。

万法之门
九州五大顶尖门派之一，位列万仙盟五绝。仙籍典藏第一、有修仙博物馆之称。
灵根
修仙的资质。只有拥有灵根的人才能修仙。一般对应五行中的一个或多个属性。属性越精纯，灵根的品质越高。
天灵根
一品灵根。灵根属性为五行中的单属性。
空灵根
天灵根的一种，九州史上最顶尖的灵根。修行的速度远超其余灵根修士。
地灵根
二品灵根。灵根属性为五行中的单属性。
复合灵根
三品灵根。灵根属性为五行中其中两种属性的复合。只有三品以上灵根的修士才有希望达到飞升成仙的境界。
修行境界
大多数九州修士想要飞升成仙必经阶段，不同阶段的修士实力差距很大。也有被称为外道的修行方式，与通常的修行阶段不同，这时再用境界划分便没有意义。
锻体
顾名思义，就是锤炼肉身。是漫漫修仙路的前奏，为修仙路夯实基础。
练气
将周围的灵气引入体内，在身体循环流动，并把灵气化为力量。同时灵气也会不断温养内府。
筑基
内府晋升为玉府，修士法力内外贯通。此时修士已超越凡间武者的极限。
虚丹
肉身结实、法力充盈、元神凝结为虚体，随着修炼不断实体化。法力循环被压缩于玉府中一点，与外界没有交流，并逐渐凝结为丹。虚丹修士的全力一击可以使方圆数百米寸草不生。
金丹
虚丹由虚转实，形成质变。要形成金丹，修士不光要堆积法力、淬炼元神，还要讲自身对天地大道的感悟凝结进去。因此金丹携带者修士的仙道本源法则，玉府自成一统，仿佛一个小千世界生生不息。法力总量至少为虚丹时期的三倍以上。
元婴
金丹饱满后便会破丹生出元婴。此时玉府大成，法力便如同拥有生命一般，可以自然繁衍、源源不绝。同时拥有极大的领悟与融合能力，可以完美掌握五行变换甚至其他地方的法则。耐力比金丹时期强数倍。
化神
能把完整的元神分化，渗透到周围地方的每一个角落从而掌控情况，心念转动快如闪电，可以于千里之外击杀敌人。但对修士的道心、元神有严苛的要求，元婴晋升为化神稍有不慎便会遭心魔作祟，道心崩溃。
合体
精气神三位一体，元神、法力、肉身可以互相融合转化，因此此时肉身有无已经不重要。并且开始认知自我，追溯本源。实力足以移山填海。
大乘
一举一动、一言一行莫不蕴含着自己独特的道。九州大陆修士的最高等级，只要渡劫成功便可飞升。
真仙
大乘修士渡劫飞升后达到的境界，是九州大陆所有修士梦想中的最高境界。
内府
未成形的玉府。
玉府
灵根内有区分内外的界限，外部为天地灵气，而内部则是玉府，玉府储存的灵气才是属于修士自己的力量。
真人
金丹以上修士的美誉。
真君
合体以上修士的美誉。

## 出版書籍
由銘顯文化出版，MO子插畫。
| 集數 | 銘顯文化       | 銘顯文化               |
| 集數 | 發售日期       | ISBN                   |
| ---- | -------------- | ---------------------- |
| 1    | 2014年9月16日  | ISBN 978-986-355-332-8 |
| 2    | 2014年9月23日  | ISBN 978-986-355-392-2 |
| 3    | 2014年10月21日 | ISBN 978-986-355-440-0 |
| 4    | 2014年11月18日 | ISBN 978-986-355-487-5 |
| 5    | 2014年12月16日 | ISBN 978-986-355-542-1 |

## 電視動畫

### 製作人員
- 原作：國王陛下（小說）、豬畫&菌小莫（漫畫）
- 總導演：李豪凌[註 1]
- 導演、系列構成：鈴木行、西澤晉（第二季）
- 總企劃：鄒正宇
- 企劃：野口和紀、李豪凌
- 人物、怪物設計：飯野誠、柳野龍男（第二季）
- 小物設計：岸川麻美
- 美術監督：羽根廣舟、柴田千佳子（第二季）
- 色彩設計：山部一久、西香代子（第二季）、土居真紀子（第二季）
- 攝影監督：千葉洋之、鎌田克明（第二季）、青木孝司（第二季）
- 剪輯：右山章太（TROYCA）、松原理惠（第二季）
- 音響監督：田中一也
- 音響製作：HALF HP STUDIO
- 音樂：川崎龍
- 市場總監：前海金城武
- 總監製：李筱婷
- 製片人：陸星程
- 動畫監製：宮本逸雄
- 動畫製作：STUDIO DEEN
- 製作：靈劍山製作委員會（騰訊動漫、STUDIO DEEN、繪夢動畫）

### 主題曲
日本版本
第1期
片頭曲「（First End）」
作詞、作曲：まふまふ，編曲：岩崎隆一，演唱：そらる＆まふまふ
片尾曲「（牽絆）」
作詞、演唱：柿チョコ，作曲、編曲：奥山アキラ

第2期
片頭曲
片尾曲
作詞、作曲、編曲：田村昌之，演唱：Merry☆GO☆Lands（郡亜依、井上菜生、藤田いるか、水野葵、郷原彩音）
中國版本
第1期
片頭曲
作詞：琉璃菌，作曲：桂子油，編曲：桂子油、戰場原妖精，演唱：叫ぶ獣
片尾曲（原為远山谣）
作詞：琉璃菌，作曲、編曲：LBG，演唱：叫ぶ獣

第2期
片頭曲
作詞：Dracaena，作曲、編曲：桂子油，演唱：Evalia
片尾曲
作詞：苏药卿，作曲、編曲：十音，演唱：解忧草

### 各話列表
- 第1期：靈劍山 星塵之宴（霊剣山 星屑たちの宴）

| 話數   | 日文標題 | 中文標題                   | 分鏡                | 演出              | 作畫監督                                                    | 總作畫監督                    |
| ------ | -------- | -------------------------- | ------------------- | ----------------- | ----------------------------------------------------------- | ----------------------------- |
| 第1話  |          | 升仙大會！                 | 鈴木行              | 新子太一          | 星野玲香、石井裕美子                                        | 石井裕美子                    |
| 第2話  |          | 桃源乡的结局               | 鈴木行              | 铃木芳成          | 柳野龙男                                                    | 渡邊真由美、饭野诚            |
| 第3話  |          | 更进一步的试炼             | 鈴木行              | 大關雅幸          | 飯飼一考、金二星                                            | 渡辺真由美                    |
| 第4話  |          | 漫長的等待過後             | 鈴木行              | 新子太一          | 今田茜、木下由衣                                            | 石井裕美子                    |
| 第5話  |          | 在无相峰                   | 鈴木行              | 矢花馨 千葉孝幸   | 小川浩司、吉田肇 飯泉俊臣、水野隆宏                         | 渡邊真由美                    |
| 第6話  |          | 無相劍骨，第98版           | 鈴木行              | 黑田晃一郎        | 谷口繁則、柳野龍男                                          | 渡邊真由美                    |
| 第7話  |          | 青雲峰試煉！               | 鈴木行              | 新子太一          | 石井裕美子                                                  | 石井裕美子                    |
| 第8話  |          | 王舞失蹤！                 | 鈴木行              | 秦義人            | 張裕直、金永夏 飯飼一幸、李周鉉                             | 渡邊真由美                    |
| 第9話  |          | 無相劍骨初露鋒芒           | 鈴木行              | 黑田晃一郎        | 柳野龍男、                                                  | 渡邊真由美                    |
| 第10話 |          | 被獻祭的少女               | 木村真一郎 藤原良二 | 新子太一 佐藤和磨 | 石井裕美子                                                  | 石井裕美子、飯野誠 渡邊真由美 |
| 第11話 |          | 靈劍派vs（對陣）盛京仙門！ | 博多正壽            | 黑田晃一郎        | 柳野龍男、 谷口繁則、野村美織 齋藤樹里、今泉龍太 渡邊一平太 | 渡邊真由美                    |
| 第12話 |          | 暴風雨前的寂静             | 鈴木行 木村真一郎   | 鈴木芳成 佐藤和麿 | 石井裕美子、石原惠治 櫻井木之實 LEE JYUHYON                 | 渡邊真由美                    |

- 第2期：靈劍山 通往睿智的資格（霊剣山 叡智への資格）

| 話數   | 日文標題 | 中文標題   | 編劇     | 分鏡     | 演出     | 作畫監督                      |
| ------ | -------- | ---------- | -------- | -------- | -------- | ----------------------------- |
| 第1話  |          | 返鄉       | 西澤晉   | 西澤晉   | 西澤晉   | 服部憲知、飯飼一幸            |
| 第2話  |          | 鬥爭的開始 | 西澤晉   | 西澤晉   | 秦義人   | 吉田肇、 竹内昭               |
| 第3話  |          | 創立新教   | 西澤晉   | 藤代和也 | 藤代和也 | 飯飼一幸                      |
| 第4話  |          | 法壇       | 西澤晉   | 西澤晉   | 勝亦祥視 | 野本正幸                      |
| 第5話  |          | 升仙之道   | 西澤晉   | 西澤晉   | 所俊克   | 柳野龍男                      |
| 第6話  |          | 乾元燃血功 | 野中雄太 | 大原實   | 浅見松雄 | 柳孝相、 柳野龍男             |
| 第7話  |          | 解決       | 野中雄太 | 藤代和也 | 藤代和也 | 柳野龍男、飯飼一幸            |
| 第8話  |          | 血雲峡     | 重田善文 | 西澤晉   | 秦義人   | 服部憲知、柳野龍男            |
| 第9話  |          | 再会       | 重田善文 | 大原實   | 長尾聰浩 | Hwang Yeongsik、Kim Myeongsim |
| 第10話 |          | 召喚       | 重田善文 | 鮑伯白旗 | 浅見松雄 | 柳野龍男、柳孝相              |
| 第11話 |          | 問心劍     | 重田善文 | 西澤晉   | 藤代和也 | 柳野龍男                      |
| 第12話 |          | 新的旅程   | 野中雄太 | 大宙征基 | 村上勉   | 柳野龍男、あおきまほ          |

### DVD
| 卷數 | 發售日期      | 收錄話數        | 規格編號  |
| ---- | ------------- | --------------- | --------- |
| 1    | 2016年3月23日 | 第1話 - 第2話   | FFBN-0001 |
| 2    | 2016年4月27日 | 第3話 - 第4話   | FFBN-0002 |
| 3    | 2016年5月25日 | 第5話 - 第6話   | FFBN-0003 |
| 4    | 2016年6月29日 | 第7話 - 第8話   | FFBN-0004 |
| 5    | 2016年7月27日 | 第9話 - 第10話  | FFBN-0005 |
| 6    | 2016年8月24日 | 第11話 - 第12話 | FFBN-0006 |

### 播放電視台
日本深夜動畫：下文記載的日本国内播放時間使用日本標準時間（UTC+9）表示。因為部分時間标识會採用30小时制，因此請留意这类超过24:00的时间，其實際播放時間為翌日清晨。
第1季
| 播放地區       | 播放電視台 | 播放日期               | 播放時間（UTC+9）    | 聯播網     | 備註   |
| -------------- | ---------- | ---------------------- | -------------------- | ---------- | ------ |
| 日本全國       | AT-X       | 2016年1月8日－ 3月25日 | 星期五 24:00－24時30 | 衞星電視   | 有重播 |
| 東京都         | TOKYO MX   | 2016年1月9日－3月26日  | 星期六 25:30－26:00  | 獨立局     |        |
| 京都府、滋贺县 | 京都放送   | 2016年1月10日－3月27日 | 星期日 23:30－24:00  | 獨立局     |        |
| 兵库县         | SUN電視台  | 2016年1月11日－3月28日 | 星期一 23:30－24:00  | 獨立局     |        |
| 愛知縣         | 愛知電視台 | 2016年1月13日－3月30日 | 星期三 27:05－27:35  | 东京电视网 |        |

第2季
| 播放地區 | 播放電視台 | 播放日期                | 播放時間（UTC+9）  | 聯播網     | 備註   |
| -------- | ---------- | ----------------------- | ------------------ | ---------- | ------ |
| 日本全域 | AT-X       | 2017年1月8日 - 3月26日  | 星期日 0:00 - 0:30 | 衛星電視   | 有重播 |
| 東京都   | TOKYO MX   | 2017年1月10日 - 3月28日 | 星期二 0:30 - 1:00 | 獨立局     |        |
| 京都府   | KBS京都    | 2017年1月10日 - 3月28日 | 星期二 1:00 - 1:30 | 獨立局     |        |
| 兵庫縣   | SUN電視台  | 2017年1月10日 - 3月28日 | 星期二 1:00 - 1:30 | 獨立局     |        |
| 愛知縣   | 愛知電視台 | 2017年1月12日 - 3月30日 | 星期四 3:05 - 3:35 | 東京電視網 |        |

## 外部連結
- （日語）動畫《從前有座靈劍山》官方網站* （日語） （页面存档备份，存于）
- （日語）从前有座灵剑山的X（前Twitter）